# 屈维伊
屈维伊（法語：Cuvilly，法語發音：[kyviji]）是法国瓦兹省的一个市镇，属于贡比涅区。

## 地理
屈维伊（49°33'12"N, 2°41'43"E）面积8.61 平方千米，位于法国上法蘭西大區瓦兹省，该省份为法国北部内陆省份，北起索姆省，西接厄尔省和滨海塞纳省，南至塞纳-马恩省和瓦兹河谷省，东临埃纳省。
与屈维伊接壤的市镇（或旧市镇、城区）包括：阿龙德河畔古尔奈、拉托勒、莫尔特梅尔、拉讷维尔叙勒松、奥尔维莱索雷勒、马河畔勒松。
屈维伊的时区为UTC+01:00、UTC+02:00（夏令时）。

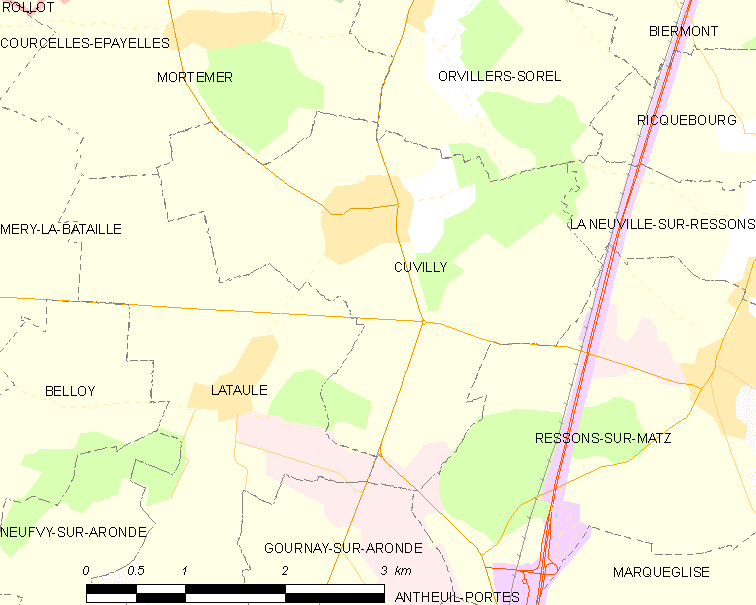
屈维伊的OSM定位图

## 行政
屈维伊的邮政编码为60490，INSEE市镇编码为60191。

## 政治
屈维伊所属的省级选区为埃斯特雷圣但尼县。

## 人口

1962-2008年间屈维伊人口变化图示

屈维伊于2022年1月1日时的人口数量为621人。